# Többségi vesztes kritérium
A többségi vesztes kritérium (vagy abszolút többségi vesztes kritérium) az egygyőzteses szavazási rendszerek értékelésének kritériuma. A kritérium szerint ha a választók többsége minden más jelöltet előnyben részesít egy adott jelölttel szemben, akkor az a jelölt nem nyerhet.
Ha egy rendszer megfelel a Condorcet-vesztes kritériumnak vagy a kölcsönös többségi kritériumnak, akkor a többségi vesztes kritériumnak is mindig megfelel. A Condorcet-kritérium teljesítése azonban nem jelenti a többségi vesztes kritérium teljesülését, például a minimax Condorcet módszer teljesíti a Condorcet-kritériumot, de a többségi vesztes kritériumot nem.
A többségi kritérium (abszolút többségi kritérium) logikailag független a többségi vesztes kritériumtól, például a relatív többségi szavazás kielégíti a többségi kritériumot, de a többségi vesztes kritériumot nem. Fordítva pedig az anti-többségi rendszer szabály a többségi vesztes kritériumot kielégíti, de a többségi kritériumot nem. Nincs olyan pozíciós pontozási szabály, amely mind a többségi, mind a többségi vesztes kritériumot kielégíti, azonban számos nem pozíciós szabály, köztük sok Condorcet-szabály is mindkét kritériumnak megfelel.
Az többségi vesztes kritériumnak megfelelő módszerek közé tartozik az azonnali többfordulós szavazás, a Schulze-módszer, rangsorolt párok módszere, a Kemeny–Young módszer, valamint a Nanson, Baldwin, Coombs, Borda, Bucklin módszerek, a feltételes szavazás (contingent vote) és az anti-többségi szavazás.
A következő módszerek (többek között) nem felelnek meg ennek a kritériumnak: relatív többségi szavazás, minimax Condorcet, kiegészítő szavazat (a brit supplementary vote és a srí lankai verzió egyaránt), a jóváhagyó szavazás és a pontozásos szavazás.[forrás?]

## Lásd még
- Többségi kritérium
- Kölcsönös többségi kritérium
- Szavazási rendszer

## Fordítás
Ez a szócikk részben vagy egészben  a   Majority loser criterion című angol Wikipédia-szócikk fordításán alapul.  Az eredeti cikk szerkesztőit annak laptörténete sorolja fel. Ez a jelzés csupán a megfogalmazás eredetét és a szerzői jogokat jelzi, nem szolgál a cikkben szereplő információk forrásmegjelöléseként.